# Championnats d'Afrique de tir à l'arc 2004
Navigation
Édition précédente Édition suivante
Les championnats d'Afrique de tir à l'arc 2004 sont la 6e édition des championnats d'Afrique de tir à l'arc. Cette compétition sportive de tir à l'arc se déroule du 28 au 30 mai 2004 au Gymkhana de Vacoas-Phœnix, à Maurice.

## Médaillés
| Épreuves                    | Or                 | Argent                   | Bronze |
| --------------------------- | ------------------ | ------------------------ | ------ |
| Classique individuel hommes | Glenn Coward (RSA) | Veersing Nekitsing (MRI) |        |
| Classique individuel femmes | Sabila Edoo (MRI)  | Stéphanie Legris (MRI)   |        |